# トム・ソーヤーの冒険 (ゲーム)
『トム・ソーヤーの冒険』（トム・ソーヤーのぼうけん、The Adventures of Tom Sawyer）は、1989年2月6日にセタより発売されたファミリーコンピュータ用ソフト。1876年にマーク・トウェインより発表された同名の小説を舞台にしている。
同時期にはスクウェアがトム・ソーヤーの冒険のゲームを開発していたが、このソフトが先に発売されたためにタイトルを『スクウェアのトム・ソーヤ』として発売している。

## 概要
ある日、学校の授業中に居眠りするトム。その夢の中でインジャン・ジョーを始め悪党たちを倒すため冒険に出るというストーリー。全6ステージのアクションゲーム。
トム、ハック（ハックルベリー・フィン）、ベッキーがパッケージに描かれており、プレイヤー1ではトムを操作し、プレイヤー2はハックを操作する。ベッキーはエンディングで登場する。
取扱説明書にはラスボスであるインジャン・ジョーとの戦闘シーン、そしてエンディングの一場面が写真入りで掲載されている。

## アイテム
敵を倒すと下記のパネルが出現。さまざまな効果がある。
トム・パネル
Tの文字が書いてあるパネル。20枚ためると1UPする。
ドクロ・パネル
ドクロの絵が描いてあるパネル。マイナスアイテムであり、取ると所持しているトム・パネルが10枚減ってしまう。
パチンコ・パネル
パチンコの絵が描いてあるパネル。特定の敵が落とす。取ると武器が一定時間パチンコに変化する。パチンコは横に一直線に飛び射程距離も長い。
無敵パネル
ハートマークが描いてあるパネル。特定の敵が落とす。取ると一定時間無敵になる。

## キャラクター
名前は説明書より。説明書に記載のないキャラクターは割愛する。

### 河の冒険（ステージ1）
トンプ
水面からジャンプしてくる魚。水中に潜っている間は攻撃が当たらない。
イグル
前方から飛んでくるワシ。動きが早い。
カール
ペンギン。河の横から出現し渦を描くように体当たりしてくる。
グルグー
水面に点在している渦巻き。巻き込まれるとコントロールが効かなくなる。
リッキー
陸地にいる少年。プレイヤーに向けて石を投げつけてくる。
ドボ
カエル。浮島からジャンプして体当たりしてくる。
グロギリー
ステージ1のボスである巨大なワニ。口から小さな渦を飛ばしてくる。弱点は口の中。

### 森の冒険（ステージ2）
モス
前方からはばたいて飛んでくる蛾。
ゴロ
ツチノコのような見た目をしている生き物。背が低いためパチンコが当てづらい。
ドッド
イノシシ。前方から猛スピードで突進してくる。
モグ
モグラ。地面に潜って移動し時々顔を出す。
クネーク
ヘビ。キノコの上を往復している。
パンクモンキー
サングラスをかけた猿。素早い動きで木をよじ登ったり、枝を飛び移ってくる。
ザルドン
ステージ2のボス。6頭のパンクモンキーが合体して1頭の巨大な猿に変身した姿。口から拡散する岩を飛ばしてくる。弱点は顔。

### 幽霊屋敷の冒険（ステージ3）
ガチャ
動くガイコツ。攻撃すると崩れるが一定時間で復活する。
ヌル
天井を這うナメクジ。近づくと落下してくる。
ルラ
空中を飛ぶ幽霊。前方に移動しながら玉を地面に転がしてくる。やり過ごしてもターンして戻ってくる。
ナイト
1階に出現する中ボス。剣と盾を装備したガイコツで、前後に移動しながら剣を飛ばしてくる。
ベティ
2階に出現する中ボス。空中に浮かぶ魔女で、時々玉を飛ばしてくる。
デビラー
ボスであるデーモンが召喚する悪魔。飛行しながら謎の生物を産み落としてくる。
デーモン
ステージ3のボスである巨大な石像。移動や攻撃は一切しないが時折デビラーを召喚する。弱点は杖の先にある水晶玉だが、デビラー出現中は攻撃を受け付けない。

### 大空の冒険（ステージ4）
ヒュー
上空から降ってくる雹。地面に落ちると滑って移動してくる。
ダイブル
上空を通り過ぎた後にターンし急降下してくる鳥。しゃがむと回避できる。
流れ星
上空から落下してくる星。
ゴンザレス
突如現れるドラゴン。周囲を移動したあと画面端から炎を吐いてくる。
赤い風船
味方キャラ。ステージ中盤に飛んでくる風船で、掴まると上空に飛び上がり敵の攻撃を回避できる。
風船雲
味方キャラ。最初は赤い風船の見た目をしており、取ると雲に変化してボス戦に突入する。
ツェッペリン
ステージ4のボスである巨大な飛行船。数多くの砲台から弾やミサイルを撃ってくる。最後部にあるエンジンを破壊すれば倒せる。

### 海賊船の冒険（ステージ5）
タルゴロ
船上を転がってくるタル。動きが早く、段差があると高くバウンドする。
シール
船上を飛ぶカモメ。時折急降下してくる。
パイレーツ
船内に出現する海賊。ナイフを投げるタイプとピストルを撃つタイプがいる。
ララット
船内を駆け回るネズミ。止まってはまた移動を不規則に繰り返す。
タコン
船底に浮く子ダコ。スミと水を吐いて攻撃してくる。
パム
中ボスである大きなネズミ。出現と消滅を繰り返しながら波動波を放ってくる。
ヌラクレス
ステージ5のボスである巨大なタコ。子ダコを飛ばして攻撃してくる。弱点は目。

### 洞窟の冒険（ステージ6）
ブラッキー
前方に向かって飛んでくるコウモリ。天井から急降下してくるタイプもいる。
スットーン・アイストーン
鍾乳石。天井の至る所にあり時々落下してくる。
サリ
大きなサソリ。前進してくるが動きは遅い。
ピラニカ
滝に生息するピラニア。滝を登っていると時々飛び出してくる。
人面岩
悪人を封じ込めて出来たという巨大な岩。口から岩を吐き出して攻撃してくる。海外版では登場しない。
ミッシー
ミシシッピ川に生息する怪獣。インジャン・ジョーに騙されて子分にされているが実際は優しい性格であり、ベッキーを救ったシーンでは笑顔を見せている。
インジャン・ジョー
ステージ6のボスで本作の最終ボス。ミッシーに跨りながら矢を射ってくる。倒せばエンディングとなる。